# Melsbach

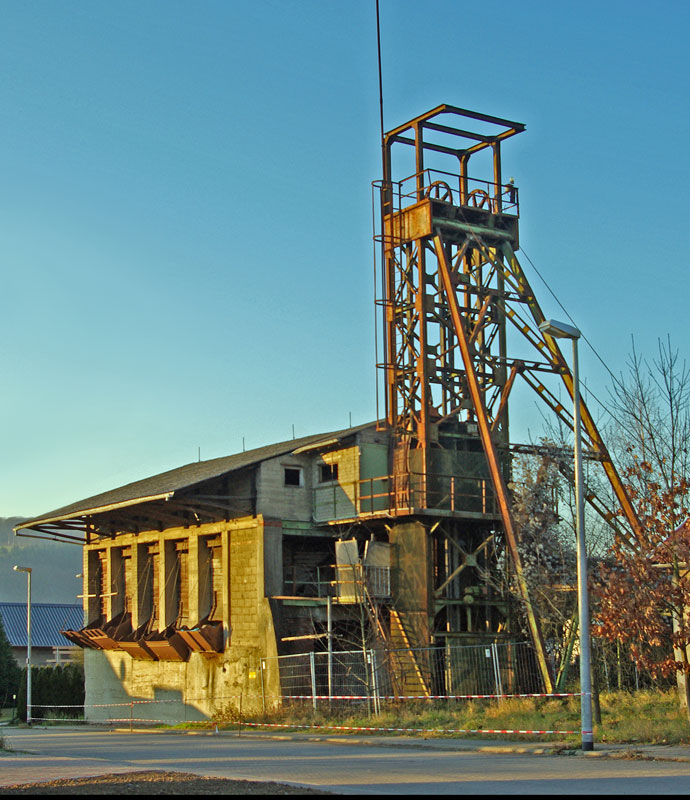
Tháp Melsbach

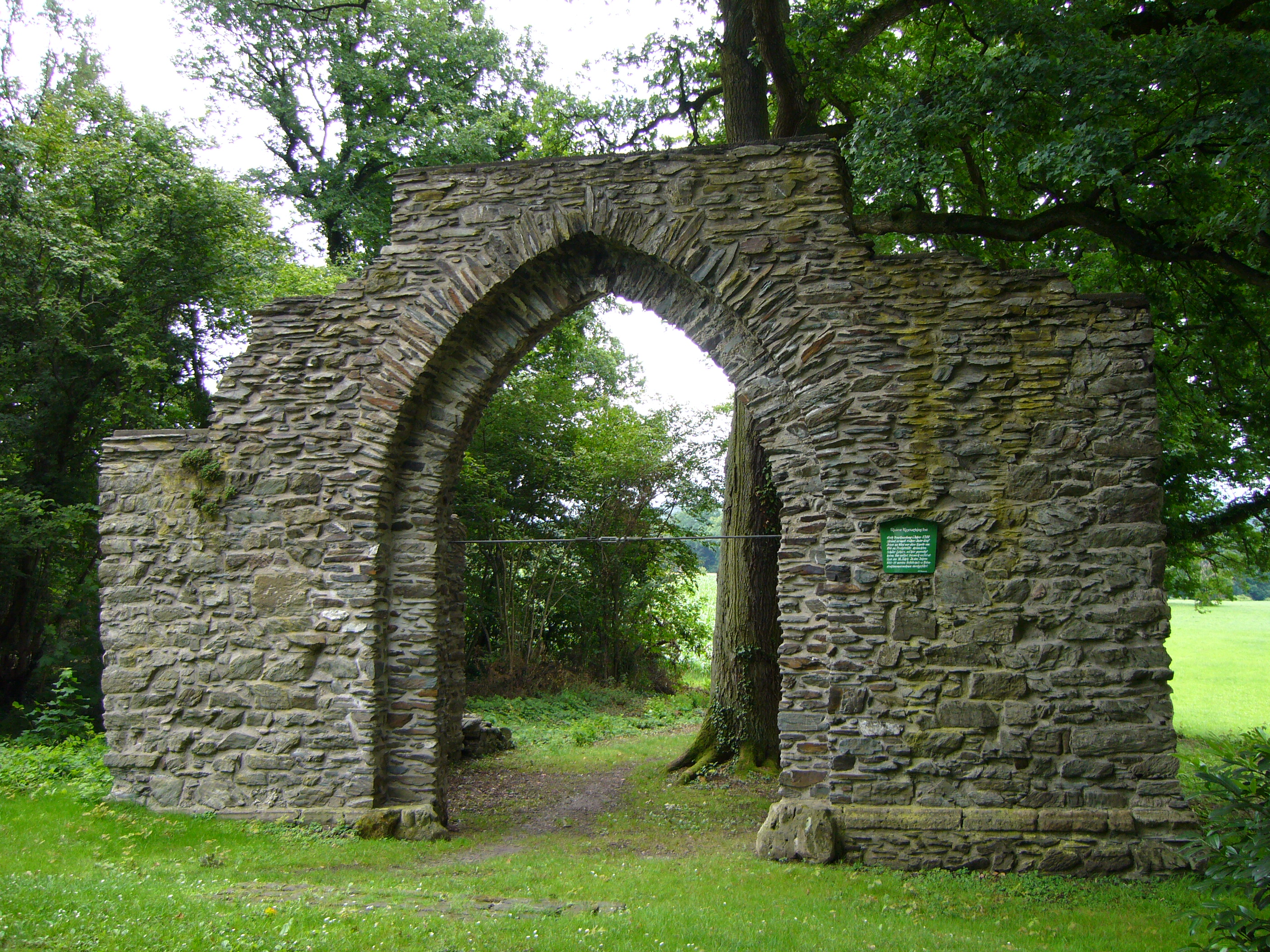
Kreuzkirche

Melsbach là một đô thị ở huyện Neuwied, bang Rheinland-Pfalz, nước Đức. Đô thị Melsbach có diện tích 2,8 km².